# Cacaulândia
Cacaulândia là một đô thị thuộc bang Rondônia, Brasil. Đô thị này có diện tích 1962 km², dân số năm 2007 là 5464 người, mật độ 2,9 người/km².